# Sotschur
Der Sotschur (russisch Сочур) ist ein 301 km langer rechter Nebenfluss des Ket in der Region Krasnojarsk in Westsibirien im Einzugsgebiet des Ob.

## Verlauf
Der Sotschur verläuft im Südosten des Westsibirischen Tieflands im Rajon Jenisseiski. Er entspringt etwa 65 km westsüdwestlich von Jenisseisk auf einer Höhe von etwa 185 m. Von dort fließt er in überwiegend westlicher Richtung durch das Tiefland, bevor er auf einer Höhe von etwa 122 m in den Ket mündet, 956 km oberhalb dessen Mündung in den Ob. Der Sotschur weist entlang seines gesamten Flusslaufs zahlreiche enge Flussschlingen auf. Das 4820 km² große Einzugsgebiet des Sotschur ist weitgehend unbewohnt.